# La caccia (miniserie televisiva)
La caccia è una miniserie televisiva italiana composta da 2 puntate, diretta da Massimo Spano e prodotta dalla Compagnia Leone Cinematografica per Rai Fiction.

## Trama
Lorenzo Freddi, gioielliere che ha una moglie incinta della loro seconda figlia e un figlio, la sua vita viene sconvolta quando uno sconosciuto rapina e uccide sia la moglie che il figlio. Stanco della lentezza delle indagini degli inquirenti, Lorenzo decide di farsi giustizia da solo e di mettersi sulle tracce dell'assassino, concentrando sui sospetti verso Pietro Sacco, un meccanico con piccoli precedenti penali.